# Campionati europei di cricket T10 maschile
I Campionati europei di cricket T10 (ufficialmente European Cricket Championship) sono una competizione continentale a nazioni che assegna il titolo di squadra campione d'europa di cricket nel format T10. Sono organizzati annualmente dal 2021 dalla European Cricket Network (ECN). 

## Edizioni
| Edizione      | Edizione      | Podio       | Podio       | Podio       |
| Anno          | Organizzatore | Campione    | Seconda     | Terza       |
| ------------- | ------------- | ----------- | ----------- | ----------- |
| 2021 Dettagli | Spagna        | Inghilterra | Belgio      | Paesi Bassi |
| 2022 Dettagli | Spagna        | Paesi Bassi | Inghilterra | Spagna      |
| 2023 Dettagli | Spagna        | Inghilterra | Paesi Bassi | Spagna      |
| 2024 Dettagli | Spagna        | Inghilterra | Paesi Bassi | Scozia      |

## Medagliere
| Posiz. | Nazione     | Oro | Argento | Bronzo | Totale |
| ------ | ----------- | --- | ------- | ------ | ------ |
| 1      | Inghilterra | 3   | 1       | 0      | 4      |
| 2      | Paesi Bassi | 1   | 2       | 1      | 4      |
| 3      | Belgio      | 0   | 1       | 0      | 1      |
| 4      | Spagna      | 0   | 0       | 2      | 2      |
| 5      | Scozia      | 0   | 0       | 1      | 1      |
| Totale | Totale      | 4   | 4       | 4      | 12     |

## Partecipazioni
Nella seguente tabella le squadre partecipanti per ogni edizione, con relativo piazzamento finale.
| Nazione             | 2021 | 2022 | 2023 | 2024 |
| ------------------- | ---- | ---- | ---- | ---- |
| Austria             | 6    | NQ   | NQ   | NQ   |
| Belgio              | 2    | NQ   | NQ   | NQ   |
| Germania            | NQ   | NQ   | 5    | 4    |
| Inghilterra         | 1    | 2    | 1    | 1    |
| Irlanda             | NQ   | NQ   | 4    | NQ   |
| Italia              | 5    | 5    | 7    | NQ   |
| Jersey              | NQ   | NQ   | 6    | NQ   |
| Paesi Bassi         | 3    | 1    | 2    | 2    |
| Scozia              | NQ   | 4    | NQ   | 3    |
| Spagna              | 4    | 3    | 3    | 5    |
| Numero partecipanti | 6    | 5    | 7    | 5    |